# Нилс Абел
Нилс Хенрик Абел (на норвежки: Niels Henrik Abel) е норвежки математик. През 1824 г., независимо от Еварист Галоа доказва, че в общия им случай алгебричните уравнения от пета и по-висока степен не могат да бъдат решени чрез радикали. Той е един от създателите на теорията на елиптичните функции.

## Биография
Нилс Хенрик Абел е роден на 5 август 1802 г. във Финньой, Норвегия в семейството на пастор. Малкият Нилс Хенрик е с крехко здраве и през първите години от живота си се нуждае от непрекъснатите грижи на майката. На тринадесет години обаче той е изпратен заедно с големия си брат Ханс Матиас да учи в Осло. Там Абел постъпва в авторитетното тогава Катедрално училище. Завършва го със степен Кандидат по философия („Candidatus philosophiae“). С математика се занимава от 16-годишен под влияние на своя учител Б. М. Холомбьо.
През 1821 г. Нилс Хенрик се явява на приемните изпити за университета и ги взема със средни оценки по всички предмети, с изключение на математика и физика, където получава най-високата оценка, която му е вписана калиграфски, и това свидетелствува за изключителни знания. Междувременно Абел е останал без средства поради смъртта на баща си. Университетът и лично преподавателите му помагат с квартира, отопление и осветление, „за да запазят този рядък талант за науката“. Първата му научна работа е отпечатана в местното „Списание за естествени науки“ (Magazin for Naturvidenskaben). Насърчен от тази публикация, Абел написва още няколко кратки математически статии, издадени в следващи броеве на същото списание. Една от тях съдържа решението на т. нар. интегрално уравнение, което става основа на изключително важен дял на математиката.
През зимата на 1822 – 1823 г. Абел завършва голям научен труд, посветен на интегрирането на диференциални уравнения, за който получава премия – държавна стипендия за образователно пътуване в чужбина.
Научното пътешествие започва от Берлин, където Абел живее от септември 1825 г. до февруари 1826 г. Там се запознава с Август Креле, който го устройва като сътрудник на „Журнал за чиста и приложна математика“ (Journal für die reine und angewandte Mathematik). Работите му тук разглеждат главно теорията на елиптичните функции, която той развива едновременно с Карл Густав Якоби.
През февруари 1826 г. Абел заминава за Италия и прекарва няколко месеца във Венеция. През юни се премества в Париж, където остава до края на годината. В началото на 1827 г. се връща в Берлин.
След връщането си в Норвегия става доцент в университета и в Инженерната школа в Осло. Умира твърде рано – на 26 години, от туберкулоза.
Учителят му Холомбьо издава „Събраните съчинения“ (Oeuvres completes) на Абел в два тома през 1839 г. в Осло.
През 2002 г. в чест на 200-годишния юбилей на Абел норвежкото правителство учредява Абелова награда по математика.
В негова чест е наречен един кратер на обратната страна на Луната - Абел.

## Научни постижения
Научните работи на Нилс Абел са посветени на алгебрата, теорията на функциите и математическия анализ. Той доказва нерешимостта в радикали на алгебричните уравнения от пета степен, определя типовете абелови уравнения, решими в радикали, поставя основите на теорията на абеловите групи. Опирайки се на работите на Адриен Мари Льожандър по теория на елиптичните интеграли, развива теорията на хиперболичните (абеловите) интеграли и получава важни резултати при интегрирането на алгебрични функции в краен вид. През периода 1826 – 1829 г., независимо от Карл Густав Якоби, създава теорията на елиптичните и хиперелиптичните функции. Въз основа на откритието на Огюстен Луи Коши и развива теорията за сходимост на степенните редове и първи изследва напълно сходимостта на биномиалния ред (1826 г.). Поставя основите на теорията на интегралните уравнения (1823 г).
Работите на Абел обуславят развитието на теорията на Галоа и теорията на функциите на комплексна променлива. Неговото име носят редица теореми – за непрекъснатост, за алгебричните уравнения, за приводимостта на сумата на абеловите интеграли, за степенните редове, за редовете на Дирихле и др.